# Edward Sagarin
Edward Sagarin (* 18. September 1913 in Schenectady, New York; † 10. Juni 1986) war ein US-amerikanischer Autor und Soziologe, der 1974 als Präsident der American Society of Criminology (ASC) amtierte.

## Leben
Nach seiner Schulzeit und einem anschließenden Jahresaufenthalt in Frankreich studierte Sagarin am City College of New York. Er verließ aufgrund der ihn treffenden Weltwirtschaftskrise das College. 1934 traf Sagarin Gertrude Lipshitz, die er 1936 heiratete, und mit der er einen gemeinsamen Sohn hatte. Sagarin arbeitete in der Chemie und Parfümindustrie und publizierte 1945 das Buch The Science and Art of Perfumery. Nach dem Zweiten Weltkrieg veröffentlichte Sagarin weitere Bücher unter dem Pseudonym Donald Webster Cory. 1951 erschien das Buch The Homosexual in America: A Subjective Approach. Das Buch, das aus homosexueller, sympathisierender Sicht geschrieben war und eine weite Leserschaft fand, lieferte ein umfassendes Porträt der männlichen homosexuellen Subkultur. 1953 veröffentlichte Sagarin unter Pseudonym das Buch Twenty-One Variations on a Theme, eine Anthologie über Kurzgeschichten mit homosexuellen Themen, bei denen Sherwood Anderson, Paul Bowles, Christopher Isherwood, Denton Welch, Charles Jackson und Stefan Zweig vorkamen.
1958 begann Sagarin erneut ein Studium und besuchte das Brooklyn College in New York City, wo er seinen Bachelor und 1961 seinen Master in Soziologie erreichte. Sagarin wurde Mitglied der Organisation Mattachine Society.
1963 schrieb er gemeinsam mit John LeRoy (Pseudonym von Barry Sheer) das Buch The Homosexual and His Society. 1965 scheiterte seine Kandidatur zum Vorsitzenden der Organisation Mattachine Society. 1966 begann Sagarin an der New York University ein Programm in Soziologie, das ihm den Ph.D. einbrachte (Dissertation: Structure and Ideology in an Association of Deviants).
Danach erhielt er eine Anstellung am Baruch College an der New York University als Soziologe. In den 1970er Jahren schrieb Sagarin weitere Bücher unter seinem eigenen Namen: unter anderem 1973 das Buch People in places; The sociology of the familiar, 1976 das Buch Norms and human behavior und 1978 das Buch The Sociology of sex: An introductory reader.
1986 starb Sagarin an einem Herzinfarkt.

## Werke (Auswahl)

### Edward Sagarin
- The Science and Art of Perfumery, 1945, New York, London: McGraw-Hill Book Company
- A pictorial history of the world's great trials, from Socrates to Eichmann, 1967, New York: Crown Publishers
- Odd man in; Societies of deviants in America, Chicago: Quadrangle Books, 1969, ISBN 0-531-06344-5, OCLC 34435
- People in places; The sociology of the familiar, 1973, New York: Praeger
- Laws and trials that created history, 1974, New York: Crown ISBN 0-517-50535-5
- Structure and Ideology in an Association of Deviants, 1975, New York: Univ. Press
- Norms and human behavior, 1976, New York: Praeger ISBN 0-275-52090-0
- Sex, crime, and the law, 1977, New York: Free Press ISBN 0-02-919680-9
- Deviance and social change, 1977, Beverly Hills, California: Sage Publications ISBN 0-8039-0804-0
- The Sociology of sex: An introductory reader, 1978, New York: Schocken Books ISBN 0-8052-3680-5
- Taboos in criminology Beverly Hills, California: Sage Publications, 1980, ISBN 0-8039-1513-6
- Raskolnikov and others: Literary images of crime, punishment, redemption, and atonement, 1981, New York: St. Martin’s Press ISBN 0-312-66397-8

### Pseudonym:Donald Webster Cory
- The Homosexual in America: A Subjective Approach, 1951, New York: Greenberg
- Twenty-One Variations on a Theme, 1953, New York: Greenberg
- Homosexuality; A cross cultural approach, 1956, New York: Julian Press
- The Homosexual and his Society: A View from Within, 1963, New York: Citadel Press
- Violation of taboo; Incest in the great literature of the past and present, 1963, New York: Julian Press
- The Lesbian in America, 1964, New York: Citadel Press